# Сюй Юе
Сюй Юе (徐岳, 160 — 227) — китайський астроном, математик й філософ часів династії Хань.

## Життєпис
Народився у 160 році у м. Дунлай, сучасна провінція Шаньдун. Про життя Сюй Юе мало відомо. Був учнем Лю Хуна, відомого вченого, що працював в Імператорській обсерваторії, де згодом Сюй Юе став займатися реформуванням календаря. Помер у 227 році.

## Наукова діяльність
Сюй Юе написав коментар до «Цзю чжан суань шу» («Правила рахунку в дев'яти розділах»), який передував коментарю Лю Хуея. Втім цей коментар не зберігся дотепер.
Сюй Юе був автором також трактату «Шушу цзіі» («Нотатки для нащадків про мистецтво чисел»). Незважаючи на загальну туманність, «Шушу цзіі» після редагування Лі Чуньфеном був відібраний для імператорських іспитів у 656 році і увійшов до «Суань цзин ши шу» («Десяти книг рахункового канону») у 1084 році. Він включений також до даоської «Дао цзан» («Скарбниці Шляху-дао»), оскільки містить нумерологічну, відповідно до назви (шушу — «мистецтво чисел (обчислення)» — розділ «вчення про символи і числах»), інтерпретацію космологічних схем епохи Хань в дусі даоської внутрішньої алхімії. На початку книги фігурують знавець шушу зі священної гори Тайшань Лю Гуйцзи та його наставник «невідомий світу» ранішенароджений з гори Тяньмушань, який ідентифікується зі знаменитим засновником даоської релігійної течії «шляху правильної єдності» «небесним наставником» (тяньши) Чжан Даоліном . Потім виникає образ винахідника цифр Лі Шоу — радника одного із головних авторитетів релігійного даосизму , Хуанді (Жовтого імператора), який у результаті виступає першоджерелом повідомлюваних знань.
«Шушу цзіі» умовно ділиться на дві частини. У першій, побудованої як діалог з описом життєвих ситуацій, найбільш коментуються і містяться посилання на даоські, буддійські і конфуціанські твори, розглядається «вичерпання чисел», тобто, по суті, математична нескінченність. Від імені Хуанді представлені назви десяти ступенів числа 10, які дозволяють виражати великі числа, що йдуть після вань: і, чжао, цзин, гай, цзи, жан, гоу, цзянь, чжен, цзай. Потім надані три системи ступенів 10: «нижня» (ся), «середня» (чжун) і «верхня» (шан). Назви ступенів відповідають різним числам в залежності від використовуваної системи. Для прикладу розглядаються тільки три перші назви. «Нижня» система заснована на послідовності ступенів 10. «Середня» — на ступенях і = вань×вань… «Верхня» — на ступенях 10, кожна наступна з яких є квадратом попередньої. Числа знаходять завершення в даянь («великому розширенні»). Однак справжнього вичерпання чисел немає, оскільки шляхом «суміщення малого з великим» утворюється цикл, тобто обчислення ступенів можна продовжити і далі цзай, взявши за основу ті ж десять позначень.
У другій частині, тематично не пов'язаній з першою, побудованої як сухий технічний опис і менш коментований, згадуються 14 стародавніх способів обчислення, зокрема рахунковими паличками. «Обчислення кульками» (чжусуань) припускає використання пристрою, схожого на абак — суаньпань. Ще в трьох способах використовуються кулі. В одному з них по стовпцю пересувається куля, в іншому дві кулі різного кольору переміщаються по стовпцю назустріч одна одній. Перпендикулярно стовпцях встановлюються горизонтальні рядки, що нагадує декартові координати. Нарешті, говориться про обчисленнях за допомогою трьох куль. Тест недостатньо ясний, але вже Чжень Луань вважав, що мова йде про магічний квадрат Лошу, який тут використовується і в інших способах обчислення. Про загальною нумерогізацію «Шушу цзіі» свідчить також застосування фундаментальних категорій «Чжоу і»: Велика межа (тай цзи), двійця зразків (лян і) і «число (числа) великого розширення» (даянь чжішу) з «Сі ци чжуань» («Переказ прив'язаних афоризмів»), 8 триграм (багуа) і квадрат 64 гексаграм (гуа) — число 4096, що лягло в основу класичного трактату «І лінь» («Ліс змін») Цзяо Яньшоу або Цуй Чжуань.